# Беотија (митологија)
Беотија (грч. Βοιωτία) је била личност из грчке митологије.

## Митологија
Беотију је помињао Хигин као супругу Хијанта и мајку Хијада. Према неким изворима, Хијант и Беотија су имали сина који се такође звао Хијант и кога је у Либији убила дивља животиња.